# Lake Riverside (Kalifornija)
Lake Riverside je naseljeno područje za statističke svrhe u američkoj saveznoj državi Kalifornija. Prema popisu stanovništva iz 2010. u njemu je živjelo 1.173 stanovnika.